# James Kendrick Williams
James Kendrick Williams (* 5. September 1936 in Athertonville) ist Altbischof von Lexington.

## Leben
James Kendrick Williams empfing am 25. Mai 1963 die Priesterweihe für das Erzbistum Louisville.
Papst Johannes Paul II. ernannte ihn am 15. April 1984 zum Weihbischof in Covington und Titularbischof von Catula. Der Bischof von Covington, William Anthony Hughes, spendete ihn am 19. Juni desselben Jahres die Bischofsweihe; Mitkonsekratoren waren Thomas Cajetan Kelly OP, Erzbischof von Louisville, und Richard Henry Ackerman CSSp, emeritierter Bischof von Covington.
Am 14. Januar 1988 wurde er zum ersten Bischof des mit gleichem Datum errichteten Bistums Lexington ernannt und am 2. März desselben Jahres in das Amt eingeführt. Von seinem Amt trat er am 11. Juni 2002 zurück.